# Ардіан Ісмайлі
Ардіан Ісмайлі (алб. Ardian Ismajli, нар. 30 вересня 1996, Подуєво, Косово, Югославія) — косоварський, а згодом албанський футболіст, захисник італійського «Емполі» та національної збірної Албанії.

## Клубна кар'єра
Вихованець клубу «2 Корріку», яка виступає у другому дивізіоні чемпіонату Косова. У головній команді клубу дебютував у другій половині сезону 2013/14 років.
В середині 2015 року відправився на один сезон в оренду до клубу Суперліги Косова КФ «Приштина».
Після завершення контракту з «2 Корріку» у лютому 2016 року, Ісмайлі підписав контракт на три з половиною роки з клубом з чемпіонату Хорватії «Хайдук» (Спліт). Ісмайлі спочатку виступав за Хайдук II у Третій лізі чемпіонату Хорватії, але в Першій лізі дебютував за «Хайдук» 14 травня 2016 року в матчі між його новою командою та НК «Загреб» й відіграв на позиції центрального захисника 90 хвилин, а його команда перемогла з рахунком 3:2. На 48-ій хвилині того поєдинку Ісмайлі отримав жовту картку.
Під керівництвом Мар'яна Пушніка в сезоні 2016/17 років Ардіан став гравцем основного складу. У першому матчі сезону, в першому матчі другого кваліфікаційного раунду Ліги Європи проти «КСМС (Ясси)» в Румунії Ісмайлі потрапив до заявки на матч, але на поле так і не вийшов. Ісмайлі відіграв наступний матч, національного чемпіонату, на позиції правого захисника, а його команда з рахунком 2:0 переграла Цибалію. Ардіан дебютував у Лізі Європи 18 серпня 2016 року на стадіоні «Нетанья» в раунді плей-оф проти Маккабі (Тель-Авів), але його команда поступилася з рахунком 1:2. Він забив свій перший гол у футболці «Хайдука» 21 серпня 2016 року на стадіоні «Полюд» у програному з рахунком 2:4 матчі національного чемпіонату проти НК Рієки.
Відігравши чотири повні сезони за основну команду «Хайдука», у вересні 2020 року на умовах трирічного контракту перейшов до італійської «Спеції», яка посилювала склад перед своїм першим в історії сезоном у Серії A.
Проте не зумів стати гравцем основного складу «Спеції» і, провівши за сезон 21 гру в усіх турнірах, у серпні 2021 року перебрався до «Емполі», ще однієї команди, що поверталася до елітного італійського дивізіону.

## Кар'єра в збірній
Після такого потужного старту сезону в Хайдуці, 27 серпня 2016 року Ардіан отримав свій перший виклик до табору національної збірної Косова, при чому на той час йому щойно виповнилося 19 років. Він отримав виклик на матч кваліфікації до Чемпіонату світу з футболу 2018 року проти збірної Фінляндії.
Але ця гра стала для гравця єдиною у формі національної команди Косова, адже того року він отримав і прийняв пропозицію змінити футбольне громадянство і захищати кольори національної збірної Албанії.

## Статистика виступів

### Статистика клубних виступів
Станом на 9 серпня 2021
| Сезон                      | Команда                    | Чемпіонат                  | Чемпіонат | Чемпіонат | Національний кубок | Національний кубок | Національний кубок | Континентальні кубки | Континентальні кубки | Континентальні кубки | Інші змагання | Інші змагання | Інші змагання | Усього | Усього |
| Сезон                      | Команда                    | Ліга                       | Ігор      | Голів     | Ліга               | Ігор               | Голів              | Ліга                 | Ігор                 | Голів                | Ліга          | Ігор          | Голів         | Ігор   | Голів  |
| -------------------------- | -------------------------- | -------------------------- | --------- | --------- | ------------------ | ------------------ | ------------------ | -------------------- | -------------------- | -------------------- | ------------- | ------------- | ------------- | ------ | ------ |
| серп.-жовт. 2017           | «Хайдук-2»                 | 2. ХФЛ                     | 3         | 0         | -                  | -                  | -                  | -                    | -                    | -                    | -             | -             | -             | 3      | 0      |
| вер.-жовт. 2018            | «Хайдук-2»                 | 2. ХФЛ                     | 2         | 0         | -                  | -                  | -                  | -                    | -                    | -                    | -             | -             | -             | 2      | 0      |
| Усього за «Хайдук-2»       | Усього за «Хайдук-2»       | Усього за «Хайдук-2»       | 5         | 0         |                    | -                  | -                  |                      | -                    | -                    |               | -             | -             | 5      | 0      |
| лют.-черв. 2016            | «Хайдук» (Спліт)           | 1. ХФЛ                     | 1         | 0         | КХ                 | -                  | -                  | -                    | -                    | -                    | -             | -             | -             | 1      | 0      |
| 2016–17                    | «Хайдук» (Спліт)           | 1. ХФЛ                     | 18        | 1         | КХ                 | 0                  | 0                  | ЛЄ                   | 2                    | 0                    | -             | -             | -             | 20     | 1      |
| 2017–18                    | «Хайдук» (Спліт)           | 1. ХФЛ                     | 14        | 0         | КХ                 | 2                  | 0                  | ЛЄ                   | -                    | -                    | -             | -             | -             | 16     | 0      |
| 2018–19                    | «Хайдук» (Спліт)           | 1. ХФЛ                     | 20        | 1         | КХ                 | 3                  | 0                  | ЛЄ                   | 0                    | 0                    | -             | -             | -             | 23     | 1      |
| 2019–20                    | «Хайдук» (Спліт)           | 1. ХФЛ                     | 28        | 0         | КХ                 | 1                  | 0                  | ЛЄ                   | 1                    | 0                    | -             | -             | -             | 30     | 0      |
| серп. 2020                 | «Хайдук» (Спліт)           | 1. ХФЛ                     | 3         | 0         | КХ                 | 0                  | 0                  | ЛЄ                   | 0                    | 0                    | -             | -             | -             | 3      | 0      |
| Усього за «Хайдук» (Спліт) | Усього за «Хайдук» (Спліт) | Усього за «Хайдук» (Спліт) | 84        | 2         |                    | 6                  | 0                  |                      | 3                    | 0                    |               | -             | -             | 93     | 2      |
| 2020–21                    | «Спеція»                   | A                          | 17        | 1         | КІ                 | 4                  | 0                  | -                    | -                    | -                    | -             | -             | -             | 21     | 1      |
| 2021–22                    | «Емполі»                   | A                          | 0         | 0         | КІ                 | 0                  | 0                  | -                    | -                    | -                    | -             | -             | -             | 0      | 0      |
| Усього за кар'єру          | Усього за кар'єру          | Усього за кар'єру          | 106       | 3         |                    | 10                 | 0                  |                      | 3                    | 0                    |               | -             | -             | 119    | 3      |

### Статистика виступів за збірну
Станом на 9 серпня 2021
| Дата       | Місто            | Господарі | Результат | Гості     | Турнір                               | Голи | Примітки |
| ---------- | ---------------- | --------- | --------- | --------- | ------------------------------------ | ---- | -------- |
| 17-11-2018 | Шкодер (місто)   | Албанія   | 0 – 4     | Шотландія | Ліга націй УЄФА 2018-2019 - 1-й етап | -    | 27'      |
| 20-11-2018 | Ельбасан         | Албанія   | 1 – 0     | Уельс     | товариський матч                     | -    |          |
| 22-3-2019  | Шкодер (місто)   | Албанія   | 0 – 2     | Туреччина | Відбір до ЧЄ 2020                    | -    | 45+2'    |
| 25-3-2019  | Андорра-ла-Велья | Андорра   | 0 – 3     | Албанія   | Відбір до ЧЄ 2020                    | -    |          |
| 8-6-2019   | Рейк'явік        | Ісландія  | 1 – 0     | Албанія   | Відбір до ЧЄ 2020                    | -    |          |
| 11-6-2019  | Ельбасан         | Албанія   | 2 – 0     | Молдова   | Відбір до ЧЄ 2020                    | -    |          |
| 7-9-2019   | Сен-Дені         | Франція   | 4 – 1     | Албанія   | Відбір до ЧЄ 2020                    | -    |          |
| 10-9-2019  | Ельбасан         | Албанія   | 4 – 2     | Ісландія  | Відбір до ЧЄ 2020                    | -    |          |
| 11-10-2019 | Стамбул          | Туреччина | 1 – 0     | Албанія   | Відбір до ЧЄ 2020                    | -    |          |
| 14-10-2019 | Кишинів          | Молдова   | 0 – 4     | Албанія   | Відбір до ЧЄ 2020                    | -    | 89'      |
| 14-11-2019 | Ельбасан         | Албанія   | 2 – 2     | Андорра   | Відбір до ЧЄ 2020                    | -    |          |
| 11-11-2020 | Ельбасан         | Албанія   | 2 – 1     | Косово    | товариський матч                     | -    |          |
| 15-11-2020 | Тирана           | Албанія   | 3 – 1     | Казахстан | Ліга націй УЄФА 2020-2021 - 1-й етап | 1    | 18'      |
| 18-11-2020 | Тирана           | Албанія   | 3 – 2     | Білорусь  | Ліга націй УЄФА 2020-2021 - 1-й етап | -    |          |
| 25-3-2021  | Андорра-ла-Велья | Андорра   | 0 – 1     | Албанія   | Відбір до ЧС 2022                    | -    |          |
| 28-3-2021  | Тирана           | Албанія   | 0 – 2     | Англія    | Відбір до ЧС 2022                    | -    |          |
| 5-6-2021   | Кардіфф          | Уельс     | 0 – 0     | Албанія   | товариський матч                     | -    | 28'      |
| 8-6-2021   | Прага            | Чехія     | 3 – 1     | Албанія   | товариський матч                     | -    |          |
| Усього     |                  | Матчів    | 18        |           | Голів                                | 1    |          |